# Ribothymidine
Pour les articles homonymes, voir rT.
La ribothymidine (rT), ou 5-méthyluridine (m5U), est un ribonucléoside constitué de résidus de thymine et de ribose combinés par une liaison glycosidique β-N1. Son désoxyribonucléoside correspondant est la thymidine.

## Rôle biologique
La ribothymidine est un ribonucléoside rare qu'on trouve principalement dans le bras T des ARNt. Elle n'est pas incorporée directement au cours de la transcription par l'ARN polymérase, contrairement à ce qui se passe pour la thymidine présente dans l'ADN ; lors de la transcription, une uridine est incorporée dans le précurseur de l'ARNt, qui est ensuite modifiée par une enzyme spécifique, l'ARNt (uracile 5-)-méthyltransférase (EC 2.1.1.35).
La ribothymidine est incorporée spécifiquement en position 54 des ARNt et contribue à la stabilisation de la structure tridimensionnelle de ces ARN.